# 1. armija (Njemačko Carstvo)
1. armija (njem. 1. Armee / Armeeoberkommando 1 / A.O.K. 1) je bila vojna formacija njemačke vojske u Prvom svjetskom ratu. Tijekom Prvog svjetskog rata djelovala je na Zapadnom bojištu.

## Povijest
Prva armija formirana je 2. kolovoza 1914. sa sjedištem stožera u Stettinu. Njezinim prvim zapovjednikom postao je general pukovnik Alexander von Kluck kojemu je načelnik stožera bio general bojnik Hermann von Kuhl. Na početku rata sastojala se od šest korpusa i to II., III., IV., IX., III. pričuvnog i IV. pričuvnog korpusa. Prva armija se nalazila na krajnjem desnom krilu njemačkog rasporeda, te je prema Schlieffenovom planu trebala preko Belgije prodrijeti u Francusku, te okružiti i zauzeti Pariz. Prva armija je brzo potisnula belgijsku vojsku koju je prisilila da se povuče u Antwerpen, te je 20. kolovoza 1914. zauzela Bruxelles. Nakon toga 1. armija je u Bitci kod Monsa (23. kolovoza 1914.) i Bitci kod La Cateaua (26. kolovoza 1914.) uspjela potisnuti Britanske ekspedicijske snage koje su pristigle na Zapadno bojište. Prva armija je došla do dvadesetak kilometara kod Pariza, ali je zbog praznine koja se javila između nje i susjedne 2. armije bila prisiljena umjesto okružiti Pariz skrenuti istočno od njega. Saveznici su primijetili prazninu između njemačkih armija te su francuska 5. armija i Britanske ekspedicijske snage napale njemačku 1. i 2. armiju koje su u Prvoj bitci na Marni (5. – 12. rujna 1914.) porazile i prisilile na povlačenje. Nakon povlačenja saveznici su napali 1. armiju kada je ona zauzela položaje na rijeci Aisnei, ali su njihovi napadi u Prvoj bitci na Aisnei (13. – 28. rujna 1914.) odbijeni, nakon čega je došlo do razdoblja rovovskog ratovanja. Stožer 1. armije premješten je 30. rujna 1914. u Folembray. Zapovjednik 1. armije Alexander von Kluck 27. ožujka 1915. teže je ranjen od šrapnela kojeg je dobio u nogu prilikom inspekcije vojske na bojištu, te ga je mjestu zapovjednika zamijenio general pješaštva Max von Fabeck. Prva armija je 17. rujna 1915. rasformirana te su njezine snage raspoređene na dvije susjedne armije. Stožer 1. armije premješten je na Istočno bojište gdje je postao stožerom novoformirane 12. armije.

## Ponovno formiranje
Prva armija ponovno je formirana 19. srpnja 1916. tijekom Bitke na Sommi (1. srpnja – 18. studenog 1916.) i to od divizija koje su do tada držale desno (sjeverno) krilo njemačke 2. armije. Zapovjednikom novoformirane 1. armije postao je general pješaštva Fritz von Below, dotadašnji zapovjednik 2. armije, kojemu je načelnik stožera bio pukovnik Fritz von Lossberg. Sjedište stožera armije bilo je u Bourlonu. U travnju 1917. 1. armija sudjeluje u Drugoj bitci na Aisnei (16. travanj – 9. svibanj 1917.) gdje uspješno zajedno sa 7. armijom odbila francuski napad koji je bio dio Nivelleove ofenzive.
Prva armija je sudjelovala u Trećoj bitci na Aisnei (27. svibnja – 6. lipnja 1918.) trećem napadu njemačke Proljetne ofenzive. U navedenoj bitci njemačke snage uspjele su probiti obranu francuske 6. armije, te doprijeti do Marne i pedesetak km do Pariza. Fritz von Below je 1. armijom zapovijedao do 18. lipnja 1918. kada ga je na tom mjestu zamijenio general pješaštva Bruno von Mudra. Prva armija je nakon toga sudjelovala u Drugoj bitci na Marni (15. srpnja – 6. kolovoza 1918.) posljednjem njemačkom napadu u Proljetnoj ofenzivi. U navedenoj bitci 1. armija je zajedno sa 7. armijom pokušala probiti savezničku liniju zapadno od Reimsa, ali u tome nije uspjela tako da je ofenziva na kraju obustavljena. 

Bruno von Mudra je 1. armijom zapovijedao do 12. listopada 1918. kada ga je zamijenio general pješaštva Otto von Below. Below je međutim, 1. armijom zapovijedao svega tri tjedna jer ga je na mjestu zapovjednika zamijenio 8. studenog 1918. general pješaštva Magnus von Eberhardt. Prva armija se nakon završetka rata povlačila prema Njemačkoj sve do Neuwieda gdje je konačno i rasformirana 24. siječnja 1919. godine.

## Zapovjednici
Alexander von Kluck (2. kolovoza 1914. – 28. ožujka 1915.)

Max von Fabeck (28. ožujka 1915. – 17. rujna 1915.)

Fritz von Below (19. srpnja 1916. – 18. lipnja 1918.)

Bruno von Mudra (18. lipnja 1918. – 12. listopada 1918.)

Otto von Below (12. listopada 1918. – 8. studenog 1918.)

Magnus von Eberhardt (8. studenog 1918. – 2. prosinca 1918.)

## Načelnici stožera
Hermann von Kuhl (2. kolovoza 1914. – 17. rujna 1915.)

Fritz von Lossberg (19. srpnja 1916. – 11. travnja 1917.)

Robert von Klüber (11. travnja 1917. – 22. lipnja 1918.)

Wilhelm Faupel (22. lipnja 1918. – 23. kolovoza 1918.)

Otto Hasse (23. kolovoza 1918. – 2. prosinca 1918.)

## Bitke
Bitka kod Monsa (23. kolovoza 1914.)

Bitka kod La Cateaua (26. kolovoza 1914.)

Prva bitka na Marni (5. – 12. rujna 1914.)

Prva bitka na Aisnei (13. – 28. rujna 1914.)

Opsada Antwerpena (28. rujna - 10. listopada 1914.)

Bitka na Sommi (1. srpnja – 18. studenog 1916.)

Druga bitka na Aisnei (16. travnja - 9. svibnja 1917.)

Treća bitka na Aisnei (27. svibnja – 6. lipnja 1918.) 

Druga bitka na Marni (15. srpnja – 6. kolovoza 1918.)

## Vojni raspored 1. armije na početku Prvog svjetskog rata
Zapovjednik: general pukovnik Alexander von Kluck

Načelnik stožera: general bojnik Hermann von Kuhl

- II. korpus (genpj. Alexander von Linsingen)
  - 3. divizija (gen. Trossel)
  - 4. divizija (gen. Pannewitz)

- III. korpus (genpj. Ewald von Lochow)
  - 5. divizija (gen. Wichura)
  - 6. divizija (gen. Rohden)

- IV. korpus (genpj. Friedrich Sixt von Arnim)
  - 7. divizija (gen. Riedel)
  - 8. divizija (gen. Hildebrandt)

- IX. korpus (genpor. Ferdinand von Quast)
  - 17. divizija (gen. Bauer)
  - 18. divizija (gen. Kluge)

- III. pričuvni korpus (genpj. Hans von Beseler)
  - 5. pričuvna divizija (gen. Voigt)
  - 6. pričuvna divizija (gen. Schickfuss und Neudorf)

- IV. pričuvni korpus (gentop. Hans von Gronau)
  - 7. pričuvna divizija (gen. Schwerin)
  - 22. pričuvna divizija (gen. Riemann)

- II. konjički korpus (genkonj. Georg von der Marwitz)
  - 2. konjička divizija (gen. Krane)
  - 4. konjička divizija (gen. Garnier)
  - 9. konjička divizija (gen. K.H. Bülow)Bruno von Mudra, zapovjednik 1. armije od lipnja do listopada 1918.

## Vojni raspored 1. armije u Prvoj bitci na Marni
Zapovjednik: general pukovnik Alexander von Kluck

Načelnik stožera: general bojnik Hermann von Kuhl

- II. korpus (genpj. Alexander von Linsingen)
  - 3. divizija (gen. Trossel)
  - 4. divizija (gen. Pannewitz)

- III. korpus (genpj. Ewald von Lochow)
  - 5. divizija (gen. Wichura)
  - 6. divizija (gen. Rohden)

- IV. korpus (genpj. Friedrich Sixt von Arnim)
  - 7. divizija (gen. Riedel)
  - 8. divizija (gen. Hildebrandt)

- IX. korpus (genpor. Ferdinand von Quast)
  - 17. divizija (gen. Bauer)
  - 18. divizija (gen. Kluge)

- IV. pričuvni korpus (gentop. Hans von Gronau)
  - 7. pričuvna divizija (gen. Schwerin)
  - 22. pričuvna divizija (gen. Riemann)

- II. konjički korpus (genkonj. Georg von der Marwitz)
  - 2. konjička divizija (gen. Krane)
  - 4. konjička divizija (gen. Garnier)
  - 9. konjička divizija (gen. Schmettow)

III. pričuvni korpus i IX. pričuvni korpus, iako u sastavu 1. armije, nisu sudjelovali u bitci.

## Vojni raspored 1. armije u prosincu 1914.
Zapovjednik: general pukovnik Alexander von Kluck

Načelnik stožera: general bojnik Hermann von Kuhl

- III. korpus (genpj. Ewald von Lochow)
  - 5. pješačka divizija (gen. Wichura)
  - 6. pješačka divizija (gen. Rohden)

- IX. korpus (genpj. Ferdinand von Quast)
  - 17. pješačka divizija (gen. Stengel)
  - 18. pješačka divizija (gen. Kluge)

- IV. pričuvni korpus (gentop. Hans von Gronau)
  - 7. pričuvna divizija (gen. Schwerin)
  - 22. pričuvna divizija (gen. Riemann)

- IX. pričuvni korpus (genpj. Max von Boehn)
  - 17. pričuvna divizija (gen. Schwarte)
  - 18. pričuvna divizija (gen. Sontag)

## Vojni raspored 1. armije krajem kolovoza 1916.
Zapovjednik: general pješaštva Fritz von Below

Načelnik stožera: pukovnik Fritz von Lossberg

- XIV. pričuvni korpus (genppor. Hermann von Stein)
  - 2. gardijska pričuvna divizija (gen. Weese)
  - 52. pješačka divizija (gen. K. Borries)
  - 26. pričuvna divizija (gen. Soden)

- Gardijski pričuvni korpus (genkonj. Wolf Marschall von Altengottern)
  - 4. gardijska divizija (gen. Kauder)
  - 1. gardijska pričuvna divizija (gen. Albrecht)

- II. bavarski korpus (genpor. Otto von Stetten)
  - 3. bavarska divizija (gen. Wenninger)
  - 4. bavarska divizija (gen. Schrott)

- XII. pričuvni korpus (gentop. Hans von Kirchbach)
  - 56. pješačka divizija (gen. Wichmann)
  - 111. pješačka divizija (gen. Sontag)

- I. bavarski pričuvni korpus (genpj. Karl von Fasbender)
  - 2. gardijska divizija (gen. Friedeburg)
  - 1. gardijska divizija (princ Eitel Fridrih)

## Vojni raspored 1. armije u ožujku 1917.
Zapovjednik: general pješaštva Fritz von Below

Načelnik stožera: pukovnik Fritz von Lossberg

- XIV. pričuvni korpus (genpor. Otto von Moser)
  - 26. pričuvna divizija (gen. Fritsch)
  - 2. gardijska pričuvna divizija (gen. Petersdorff)

- Gardijski pričuvni korpus (genkonj. Wolf Marschall von Altengottern)
  - 38. pješačka divizija (gen. Schultheis)
  - 4. ersatzka divizija (gen. Werder)
  - 4. gardijska divizija (gen. Obernitz)
  - 50. pričuvna divizija (gen. Ende)

- XIII. korpus (genpj. Theodor von Watter)
  - 9. pričuvna divizija (gen. Guretzky-Cornitz)
  - 22. pričuvna divizija (gen. H. Schubert)
  - 199. pješačka divizija (gen. Puttkamer)
  - 26. pješačka divizija (gen. Hofacker)

- Armijska pričuva
  - 27. pješačka divizija (gen. Maur)

## Vojni raspored 1. armije u lipnju 1917.
Zapovjednik: general pješaštva Fritz von Below

Načelnik stožera: bojnik Robert von Klüber

- Gardijski korpus (genpj. Ferdinand von Quast)
  - 243. pješačka divizija (gen. Schippert)
  - 227. pješačka divizija (gen. Leyser)

- X. pričuvni korpus (genpj. Magnus von Eberhardt)
  - 39. pješačka divizija (gen. Münter)
  - 34. pješačka divizija (gen. Teetzmann)
  - 239. pješačka divizija (gen. Schmiedecke)

- VII. pričuvni korpus (genpj. Franz von Soden)
  - 242. pješačka divizija (gen. Erpf)
  - 13. pričuvna divizija (gen. A. Kühne)
  - 14. pričuvna divizija (gen. Loeb)
  - 4. pješačka divizija (gen. Freyer)

- III. korpus (genpor. Walther von Lüttwitz)
  - 231. pješačka divizija (gen. Hülsen)
  - 19. pješačka divizija (gen. W. Hülsen)
  - 7. pričuvna divizija (gen. Schwerin)
  - 23. pješačka divizija (gen. Bärensprung)

- Armijska pričuva
  - 32. pješačka divizija (gen. von der Decken)
  - 21. pričuvna divizija (gen. Briese)
  - 187. pješačka divizija (gen. Sunkel)
  - 43. pričuvna divizija (gen. Stenger)
  - 2. bavarska divizija (gen. Zoellner)

## Vojni raspored 1. armije u listopadu 1918.
Zapovjednik: general pješaštva Otto von Below

Načelnik stožera: potpukovnik Otto Hasse

- VII. pričuvni korpus (genpor. Arthur von Lindequist)
  - 1. pješačka divizija (gen. Paschen)
  - 50. pričuvna divizija (gen. Konsheim)
  - 8. bavarska pričuvna divizija (gen. Jehlin)
  - 17. pješačka divizija (gen. Held)

- VI. pričuvni korpus (genpor. Kurt von dem Borne)
  - 80. pričuvna divizija (gen. Jancke)
  - Gardijska konjička divizija (gen. H. Hofmann)

- XXIV. pričuvni korpus (genpor. Felix Langer)
  - 51. pričuvna divizija (gen. Wolf)
  - 7. pješačka divizija (gen. von der Esch)

## Vanjske poveznice
(eng.) 1. armija na stranici Prussian Machine.com

(njem.) 1. armija na stranici Deutschland14-18.de  Arhivirana inačica izvorne stranice od 5. listopada 2013. (Wayback Machine)

(njem.) 1. armija na stranici Wiki-de.genealogy.net